# Boa Island
Boa Island (irisch Inis Badhbha; deutsch „Insel der Badb“) liegt im Lower Lough Erne im County Fermanagh in Nordirland. Die lang gestreckte Insel ist heute über Dämme und mehrere kleine Inseln auf beiden Seiten mit dem Festland im Norden des Sees verbunden. Sie war bis weit in die christliche Ära ein Heiligtum der Druiden und ist ein Scheduled Monument.

## Sehenswürdigkeiten
Auf dem überwachsenen, alten Friedhof von Caldragh im Westen der Insel befinden sich zwei etwa 70 cm hohe vorchristliche, wahrscheinlich eisenzeitliche Steinfiguren, die so genannten „Caldragh-Idole“ (nicht zu verwechseln mit Anlagen auf der Isle of Lewis), die in Irland keine Parallelen haben. Beide waren ursprünglich janusköpfig. Die einfachere Figur ist schwerer beschädigt. Sie stand einst auf der Nachbarinsel Lusty More Island und obwohl ihr Geschlecht unsicher ist, wird sie meist als „Lustry Man“ bezeichnet. Die zweite, bärtige Gestalt sitzt auf der einen Seite mit gekreuzten Armen, auf der anderen mit gekreuzten Beinen und ithyphallisch da. Es dürfte sich um einen keltischen cernunnosartigen Vegetations- und Fruchtbarkeitsgott Drennan handeln.
Noch archaischer ist das Tanderagee-Idol. Es wurde in der Nähe von Newry in einem Sumpf gefunden und steht heute am Südgang der St. Patrick’s Kathedrale in Armagh.